# Trevor Donovan
Trevor Donovan Neubauer (Bishop, California, Estados Unidos; 11 de octubre de 1978) es un actor y modelo estadounidense, conocido por haber interpretado a Teddy Montgomery en la serie de televisión 90210.

## Biografía
Trevor tiene un hermano menor Jake Neubauer (un bombero).

## Carrera
El 1 de junio de 2007 apareció como invitado en la serie "Days of Our Lives" donde interpretó al contrabandista Jeremy Michael Horton, su última aparición fue el 17 de octubre del mismo año después de que su personaje decidiera irse de Salem para mejorar su vida. El papel de Jeremy fue interpretado previamente por los actores Jeremy Allen y Jeffrey Clark en 1989.
El 8 de septiembre de 2009 Trevor se unió al elenco de la segunda temporada de la serie 90210 donde interpretó a Theodore "Teddy" Montgomery, hasta el 2013. Durante la tercera temporada Trevor fue promovido a personaje principal.
Trevor también ha participado en series como "The Client List", "Melissa & Joey" o "CSI" y en películas como "Savages".
En el 2015 se unió al elenco de la miniserie Texas Rising donde interpreta a uno de los ranger de Texas, Kit Acklin.
En agosto del mismo año se anunció que se estaba en pláticas para adaptar a la televisión la novela "The Man Who Wasn’t", la cual sería protagonizada por Trevor.

## Filmografía

### Series de televisión
| Año             | Título                         | Personaje         | Notas                            |
| --------------- | ------------------------------ | ----------------- | -------------------------------- |
| 2015 - presente | Texas Rising                   | Kit Acklin        | 5 episodios - miniserie          |
| 2014            | Awkward                        | Stevie            | episodio "My Personal Statement" |
| 2013 - 2014     | Melissa & Joey                 | Austin / Alistair | 6 episodios                      |
| 2013            | Drop Dead Diva                 | Keth              | episodio "50 Shades of Grayson"  |
| 2013            | The Client List                | Dashiell Codd     | 2 episodios                      |
| 2009 - 2013     | 90210                          | Teddy Montgomery  | 58 episodios                     |
| 2011            | CSI: Crime Scene Investigation | Spartan           | episodio "Man Up"                |
| 2007            | Days of Our Lives              | Jeremy Horton     | 111 episodios                    |
| 2004            | Quintuplets                    | Mesero            | episodio "Date Night"            |

### Películas
| Año  | Título  | Personaje     | Notas |
| ---- | ------- | ------------- | --- |
| 2012 | Savages | Sam           | junto a Taylor Kitsch, Aaron Taylor-Johnson, Benicio Del Toro, Joaquín Cosio, John Travolta, Demian Bichir, Blake Lively & Shea Whigham |
| 2024 | Reagan  | John Barletta | |